# Dub-Indrecht mac Cathail
Dub-Indrecht mac Cathail (mort en 768) est un
roi de Connacht issu des Uí Briúin branche des Connachta. Il est le fils de Cathal mac Muiredaig Muillethan (mort en 735), un précédent souverain
. Il appartient au sept Síl Cathail des Ui Briun et règne de 764 à 768.

## Contexte
En 766, Dub-Indrecht défait les Conmhaícne Cúile Tuireadh (en)
Bataille de Sruthair (en) au cours de laquelle Áed Dub le fils de Taichlech tombe. Selon les Annales d'Ulster Il meurt apparemment de dysenterie en 768 et les Uí Fiachrach reprennent la royauté pour une brève période Son petit-fils, Fergus mac Fothaid (mort en 843), sera roi de Connacht
,.

## Sources
- (en) Francis John Byrne, Irish Kings and High-Kings, Londres, Batsford, 1973 (ISBN 0-7134-5882-8)
- (en) T.W Moody, F.X. Martin et F.J. Byrne, A New History of Ireland IX Maps, Genealogies, Lists. A companion to Irish History part II, Oxford, Oxford University Press, 2011, 690 p. (ISBN 978-0-19-959306-4).